# Dodô (football, 1987)
 (janvier 2024).
Luiz Paulo Hilãrio, dit Dodô, né le 16 octobre 1987 à Rio de Janeiro au Brésil, est un footballeur brésilien évoluant au poste d'avant-centre au FK Liepāja.
Formé au Brésil, il découvre le football européen en Croatie en 2009 avant de jouer dans de nombreux clubs dans plusieurs pays (Azerbaïdjan, Grèce). Il évolue depuis 2019 au FK Liepāja en Lettonie avec qui il termine meilleur buteur de Virsliga en 2020. Il est le meilleur buteur de l'Histoire de Liepaja avec 74 buts. 

## Biographie
Hilãrio est né le 16 octobre 1987 à Rio de Janeiro de parents brésiliens. Il effectue sa préformation et sa formation au Juventus-RJ dans son pays natal avant de s'envoler pour l'Europe en 2009.

### Arrivée en Europe et premières experiences

#### Inter Zapresic (2009-2010)
Dôdo s'engage en 2009 avec le club croate de l'Inter Zaprešić qui évolue en première division. Arrivée à la mi-saison, le brésilien inscrit 5 buts en 13 matchs pour la seconde partie de saison. Sa deuxième saison est pleine puisqu'il joue 26 matchs de championnat pour 7 buts inscrits. Courtisé, le joueur décide de partir en fin de saison.

#### Dinamo Zagreb (2010-2011)
Le joueur s'engage avec le Dinamo Zagreb. Le joueur joue son premier match le 13 juillet 2010 en qualification de la Ligue des champions face à Koper. Il est dans le groupe pour les sept premières journées de championnat mais ne donnent pas satisfaction à son entraineur et ne jouera plus pendant 10 matchs. Zagreb décide de le prêter au NK Lokomotiva Zagreb pour la seconde partie de saison. Au total, Dôdo comptabilise 23 matchs disputés toutes compétitions confondues pour seulement deux buts.

### Longue période en Azerbaïdjan
En juillet 2011, Dôdo s'engage avec le FK Qabala en première division d'Azerbaïdjan. Il dispute 31 matchs lors de sa première saison, inscrivant neuf buts et sans délivrer de passes décisives. La saison suivante, le joueur marque seulement trois fois en 30 matchs. Les deux saisons suivantes sont tout aussi difficiles, le joueur n'inscrivant que 3 butset 5 buts (en 35 et 19 matchs toutes compétitions confondues). La saison suivante, le joueur joue 31 match avant d'être transféré à Joinville.

### Tour du monde (depuis 2016)
Le brésilien s'engage avec le Joinville Esporte Clube en juillet 2016. Le joueur y dispute 3matchs avant de s'envoler en août 2016 pour la Grèce afin d'y signer un contrat avec l'AEL Larissa. Le Brésilien joue 9 matchs de Championnat pour un petit but. Il marque également un but en deux matchs de Coupe de Grèce. Il quitte le club à l'été 2017. Sans club pour la saison 2017-2018, il s'engage avec Penapolense en août avant de quitter le club et de rejoindre le FK Liepāja.

#### FK Liepaja (depuis 2018)
Le joueur s'engage avec le club letton le 7 janvier 2019. Il inscrit 5 buts en 24 matchs de championnat lors de sa première saison avant d'en marquer 18 la saison suivante, faisant de lui le meilleur buteur du championnat. Il marque moins la saison suivante (six buts en 24 matchs toutes compétitions confondues). Il marque 16 fois toutes compétitions confondues lors de la saison 2022.
Devenu capitaine de Liepaja pendant la saison 2023, il score 13 fois en championnat et participe activement à la cinquième place finale de son équipe. La saison suivante est très difficile sur le plan collectif, Liepaja étant longtemps englué en bas de tableau et luttant contre la relégation. Finalement maintenu, Hilãrio inscrit 9 buts en Virsliga et 2 buts en coupe. Il n'est également plus le capitaine de son équipe. 

## Statistiques
| Saison                | Club                     | Championnat           | Championnat | Championnat | Championnat | Coupe(s) nationale(s) | Coupe(s) nationale(s) | Coupe(s) nationale(s) | Total | Total | Total |
| Saison                | Club                     | Division              | M.          | B.          | P.d.        | M.                    | B.                    | P.d.                  | M.    | B.    | P.d.  |
| 2009                  | Inter Zaprešić           | SuperSport HNL        | 13          | 5           | 1           | -                     | -                     | -                     | 13    | 5     | 1     |
| 2009-2010             | Inter Zaprešić           | SuperSport HNL        | 17          | 4           | 4           | -                     | -                     | -                     | 17    | 4     | 4     |
| 2009-2010             | Dinamo Zagreb            | SuperSport HNL        | 9           | 3           | 1           | -                     | -                     | -                     | 9     | 3     | 1     |
| 2010-2011             | Dinamo Zagreb            | SuperSport HNL        | 7           | 0           | 0           | -                     | -                     | -                     | 7     | 0     | 0     |
| 2011                  | Lokomotiva Zagreb (prêt) | SuperSport HNL        | 12          | 2           | 1           | -                     | -                     | -                     | 12    | 2     | 1     |
| Sous-total            | Sous-total               | Sous-total            | 58          | 14          | 7           | -                     | -                     | -                     | 58    | 14    | 7     |
| 2011-2012             | FK Qabala                | Premyer Liqasi        | 31          | 9           | 0           | -                     | -                     | -                     | 31    | 9     | 0     |
| 2012-2013             | FK Qabala                | Premyer Liqasi        | 30          | 3           | 0           | -                     | -                     | -                     | 30    | 3     | 0     |
| 2013-2014             | FK Qabala                | Premyer Liqasi        | 35          | 3           | 0           | 1                     | 0                     | 0                     | 36    | 3     | 0     |
| 2014-2015             | FK Qabala                | Premyer Liqasi        | 17          | 5           | 0           | -                     | -                     | -                     | 17    | 5     | 0     |
| 2015-2016             | FK Qabala                | Premyer Liqasi        | 18          | 2           | 0           | -                     | -                     | -                     | 18    | 2     | 0     |
| Sous-total            | Sous-total               | Sous-total            | 131         | 22          | 0           | 1                     | 0                     | 0                     | 132   | 22    | 0     |
| 2016                  | Joinville EC             | Série B               | 3           | 0           | 0           | 0                     | 0                     | 0                     | 3     | 0     | 0     |
| 2016-2017             | AEL Larissa              | Super League 1        | 9           | 1           | 2           | 2                     | 1                     | 0                     | 11    | 2     | 2     |
| 2018                  | CA Penapolense           | Inconnu               | -           | -           | -           | -                     | -                     | -                     | 0     | 0     | 0     |
| Sous-total            | Sous-total               | Sous-total            | 13          | 1           | 2           | 2                     | 1                     | 0                     | 15    | 2     | 2     |
| 2019                  | FK Liepaja               | Virsliga              | 24          | 5           | 2           | 1                     | 0                     | 0                     | 25    | 5     | 2     |
| 2020                  | FK Liepaja               | Virsliga              | 24          | 18          | 3           | 3                     | 1                     | 2                     | 27    | 19    | 5     |
| 2021                  | FK Liepaja               | Virsliga              | 21          | 6           | 1           | 3                     | 0                     | 0                     | 24    | 6     | 1     |
| 2022                  | FK Liepaja               | Virsliga              | 33          | 13          | 5           | 1                     | 0                     | 0                     | 34    | 13    | 5     |
| 2023                  | FK Liepaja               | Virsliga              | 27          | 13          | 5           | 1                     | 0                     | 0                     | 28    | 13    | 5     |
| 2024                  | FK Liepaja               | Virsliga              | 26          | 9           | 2           | 3                     | 2                     | 0                     | 29    | 11    | 2     |
| 2025                  | FK Liepaja               | Virsliga              | 11          | 2           | 1           | -                     | -                     | -                     | 11    | 2     | 1     |
| Sous-total            | Sous-total               | Sous-total            | 166         | 66          | 19          | 12                    | 3                     | 2                     | 178   | 69    | 21    |
| Total sur la carrière | Total sur la carrière    | Total sur la carrière | 368         | 103         | 28          | 15                    | 4                     | 2                     | 383   | 107   | 30    |